# Julius Robert Hannig

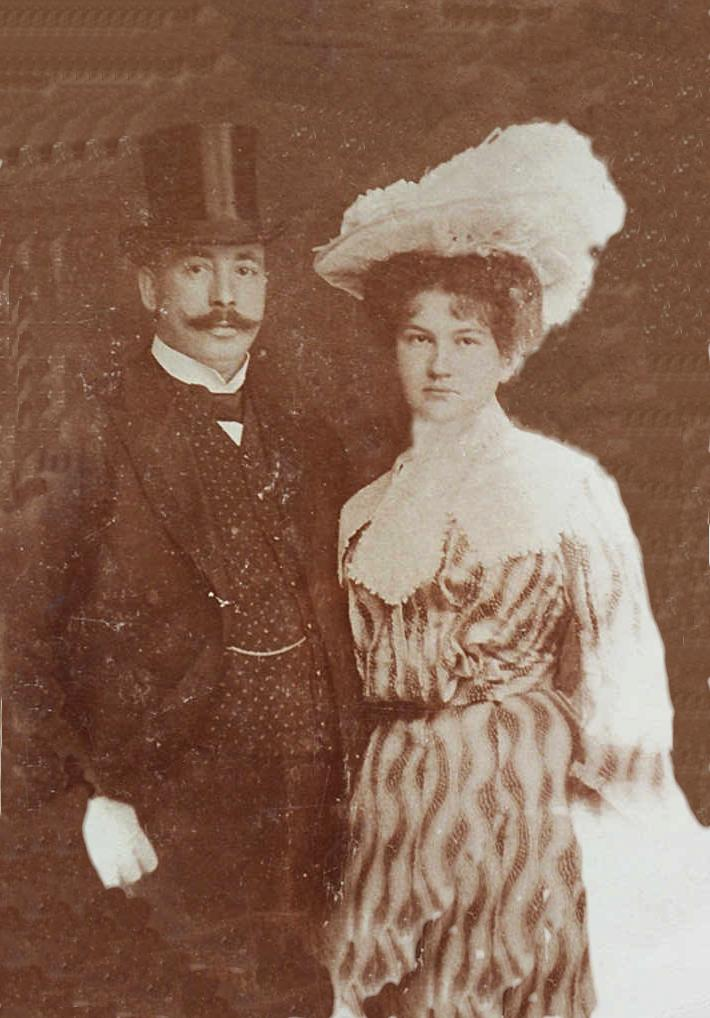
Julius Robert Hannig mit seiner Gattin Johanna

Julius Robert Hannig (* 8. Juli 1866 in Liegnitz; † 1931 in Tabarz) war ein deutscher Bildhauer.

## Ausbildung
Er nahm gegen den Willen seines Vaters das Studium der bildenden Künste an der Akademie zu Dresden auf, wo er Meisterschüler von Ernst Hähnel wurde. Durch seine Entscheidung war Hannig mittellos. Er musste sein Studium selbst finanzieren. König Albert setzte sich für den Studenten ein und ließ ihm ein Stipendium für das Studium an der einer Kunstakademie in Paris bei Emmanuel Frémiet zukommen. Ebenso studierte er in Berlin.

## Werk
Nach dem erfolgreichen Abschluss seines Studiums wirkte er als Bildhauer von Genrefiguren, Porträtbüsten, Denkmälern und Brunnen. Hannig arbeitete auch am russischen und preußischen Hof. Die in St. Petersburg und Berlin entstandenen Großplastiken sind vermutlich während des Ersten Weltkrieges eingeschmolzen worden. In Frankreich ist er bekannt für seine Jugendstil-Zinnarbeiten.
Sein Berliner Atelier befand sich 1899 im Gartenhaus der Yorckstraße 84 (heute: Riehmers Hofgarten), 1905 in der Yorckstraße 81 und 1910 in seinem Wohnhaus in der Friedenthalstraße 4 (heute: Schellendorffstraße) in Berlin-Schmargendorf.

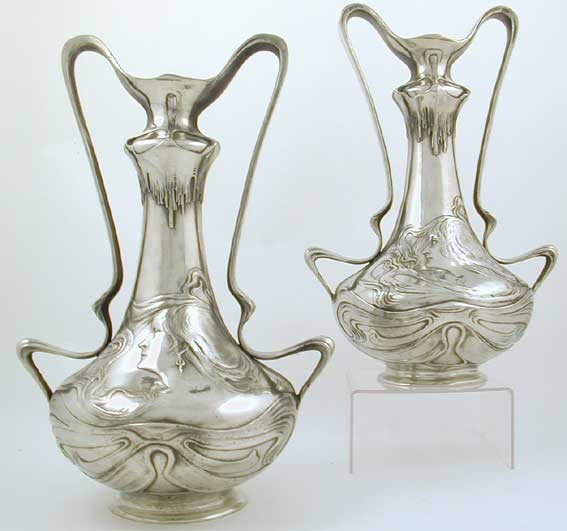
Art Nouveau Vasen aus poliertem Zinn, Frankreich, 1900
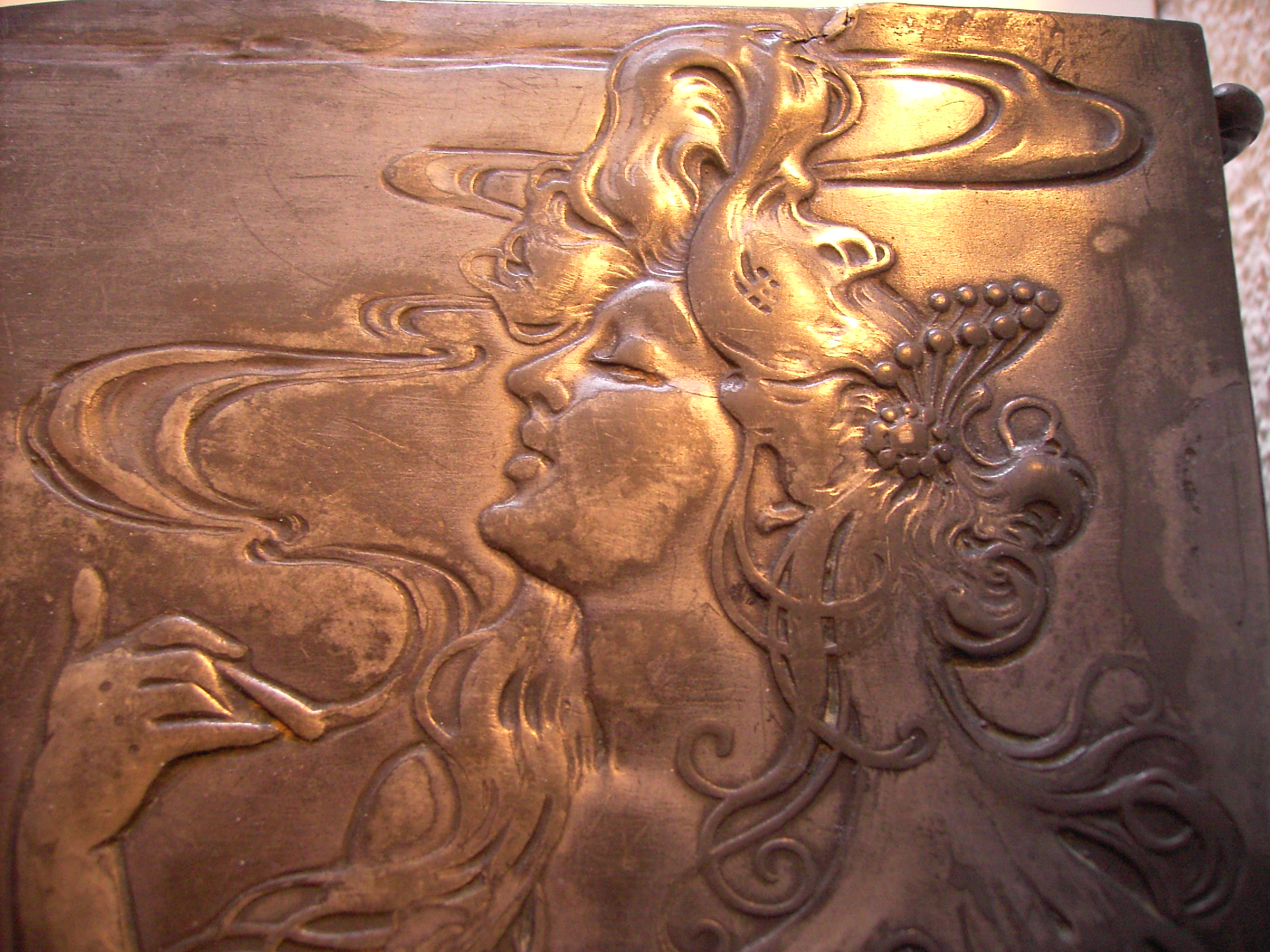
Zigarettenkiste nach einer Grafik von Alfons Maria Mucha, poliertes Zinn, Frankreich um 1900

| Jahr      | Ort                             | Anmerkung bzw. Titel                                | Bild |  |
| --------- | ------------------------------- | --------------------------------------------------- | ---- |  |
| 1892      | Berliner Akademie               | Katalog mit Abb., S. 55                             |      |  |
| 1894      | Salon de Paris                  | Büste des dt. Botschafters Georg Herbert zu Münster |      |  |
| 1897–1913 | Große Berliner Kunstausstellung | Katalog z. T. mit Abb. 1894, 1897–1899, 1904, 1913  |      |  |
| 1909      | Brieg                           | Lutherdenkmal                                       |      |  |
| 1913      | Beelitz                         | Standbild Kaiser Wilhelm I.                         |      |  |
| 1914      | Netze                           | Brunnen                                             |      |  |

## Privates

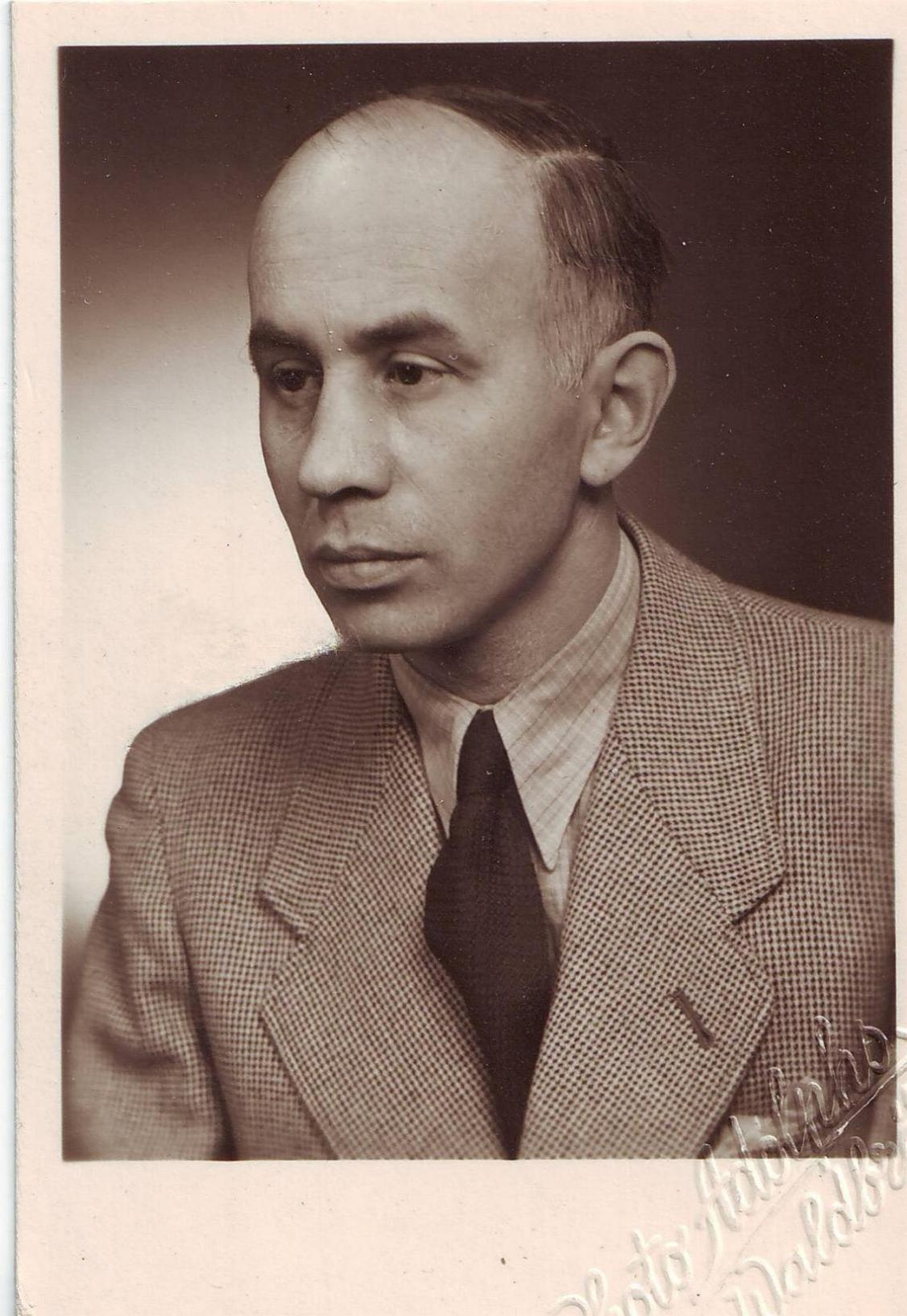
Joachim Hans Hannig (1907–1977)

Hannig heiratete Johanna Kurtze, die Tochter eines Spirituosenfabrikanten aus Sprottau. 1908, ein Jahr nach der Geburt ihres Sohnes Joachim Hans, verstarb sie im Alter von 28 Jahren in Berlin.
Hannig starb 1931 im Alter von 65 Jahren im thüringischen Tabarz. Die Stadt Liegnitz ernannte ihn zum Ehrenbürger.